# DDO 216
Pour les articles homonymes, voir Pégase (galaxie naine).
La galaxie naine irrégulière de Pégase, souvent appelée en anglais Pegasus Dwarf et abrégée PegDIG (pour Pegasus Dwarf Irregular Galaxy), est une galaxie irrégulière naine du Groupe local située dans la constellation de Pégase. Satellite de la galaxie d'Andromède, sa distance au Soleil est assez mal connue, mentionnée à environ 2,5 millions d'années-lumière (760 kpc) selon une étude exhaustive de 2006 mais souvent évaluée autour de 3,3 millions d'années-lumière (1 Mpc) par des mesures plus récentes. Elle ne doit pas être confondue avec Andromeda VI (And VI), la galaxie naine sphéroïdale de Pégase, appelée Pegasus Dwarf Spheroidal en anglais ; c'est pour la distinguer sans ambiguïté d'And VI que « PegDIG » est parfois désignée dans la littérature par DDO 216.